# Anne Francisová
Anne Francisová (16. září 1930, Ossining – 2. ledna 2011, Santa Barbara) byla americká herečka a modelka.
Jako dětská herečka účinkovala v reklamách, vystupovala na Broadwayi. Jejími nejznámějšími rolemi byla manželka hlavního hrdiny ve filmu Džungle před tabulí, Altaira v klasickém sci-fi snímku Zakázaná planeta a soukromá detektivka Honey Westová ve stejnojmenném seriálu společnosti American Broadcasting Company, za který v roce 1966 dostala Zlatý glóbus za nejlepší ženský herecký výkon v seriálu (komedie / muzikál).
V roce 1982 vydala vzpomínkovou knihu Voices from Home. Zemřela ve věku osmdesáti let na rakovinu slinivky.

## Filmografie
- 1973 Columbo (TV seriál)
- 1972 Pancho Villa
- 1971 Mongo se vrací do města (TV film)
- 1969 Slepá ulička
- 1965 Ďábelský bacil
- 1965 Honey Westová (TV seriál)
- 1963 Uprchlík (TV seriál)
- 1959 Pásmo soumraku (TV seriál)
- 1956 Zakázaná planeta
- 1955 Černý den v Black Rock
- 1955 Džungle před tabulí
- 1955 Válečný pokřik